# ناوبان
| درجه‌های ارتش ایران | درجه‌های ارتش ایران | درجه‌های ارتش ایران |
| نیروها             | نیروها             | نیروها             |
| زمینی و هوایی      | دریایی             |                    |
| ------------------ | ------------------ | ------------------ |
| ارتشبد             | دریابد             |                    |
| سپهبد              | دریاسالار          |                    |
| سرلشکر             | دریابان            |                    |
| سرتیپ              | دریادار            |                    |
| سرتیپ دوم          | دریادار دوم        |                    |
| سرهنگ              | ناخدا یکم          |                    |
| سرهنگ دوم          | ناخدا دوم          |                    |
| سرگرد              | ناخدا سوم          |                    |
| سروان              | ناوسروان           |                    |
| ستوان ۳، ۲ و ۱     | ناوبان ۳، ۲ و ۱    |                    |
| استوار ۲ و ۱       | ناواستوار ۲ و ۱    | ناواستوار ۲ و ۱    |
| گروهبان ۳، ۲ و ۱   | مهناوی ۳، ۲ و ۱    | مهناوی ۳، ۲ و ۱    |
| سرجوخه             | سرناوی             | سرناوی             |
| سرباز ۲ و ۱        | ناوی ۲ و ۱         | ناوی ۲ و ۱         |
| سرباز              | ناوی               | ناوی               |

ناوبان یکم، دوم و سوم نام سه درجه در نیروی دریایی ارتش جمهوری اسلامی ایران است که معادل ستوان یکم، دوم و سوم در سایر نیروهای ارتش ایران می‌باشند. درجه ناوبان سوم پایین‌ترین درجه افسری محسوب می‌شود.

## درجات در نیروی دریایی

### درجات در نیروی دریایی ارتش جمهوری اسلامی ایران

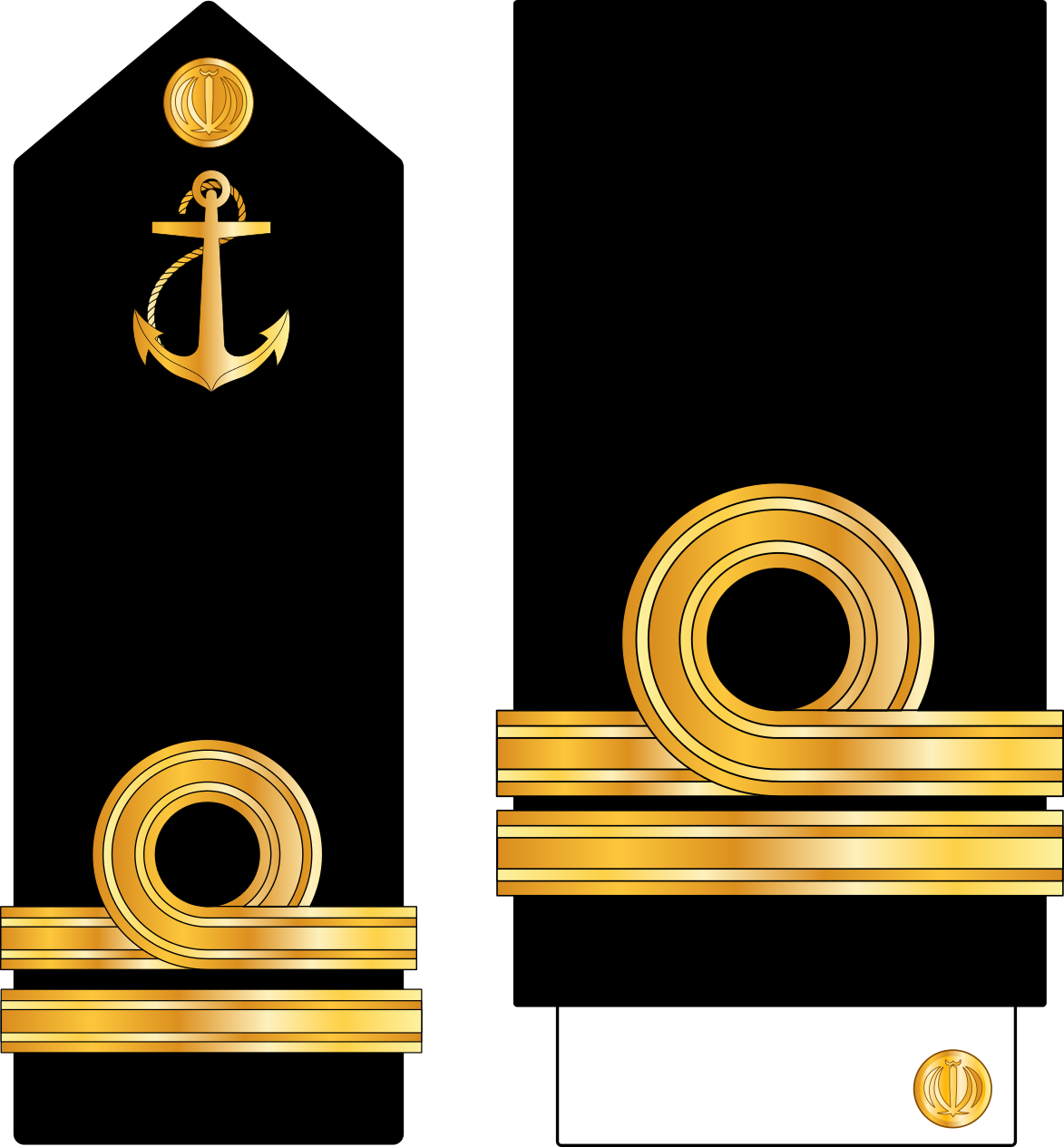
ناوبان یکم Lieutenant Junior Grade
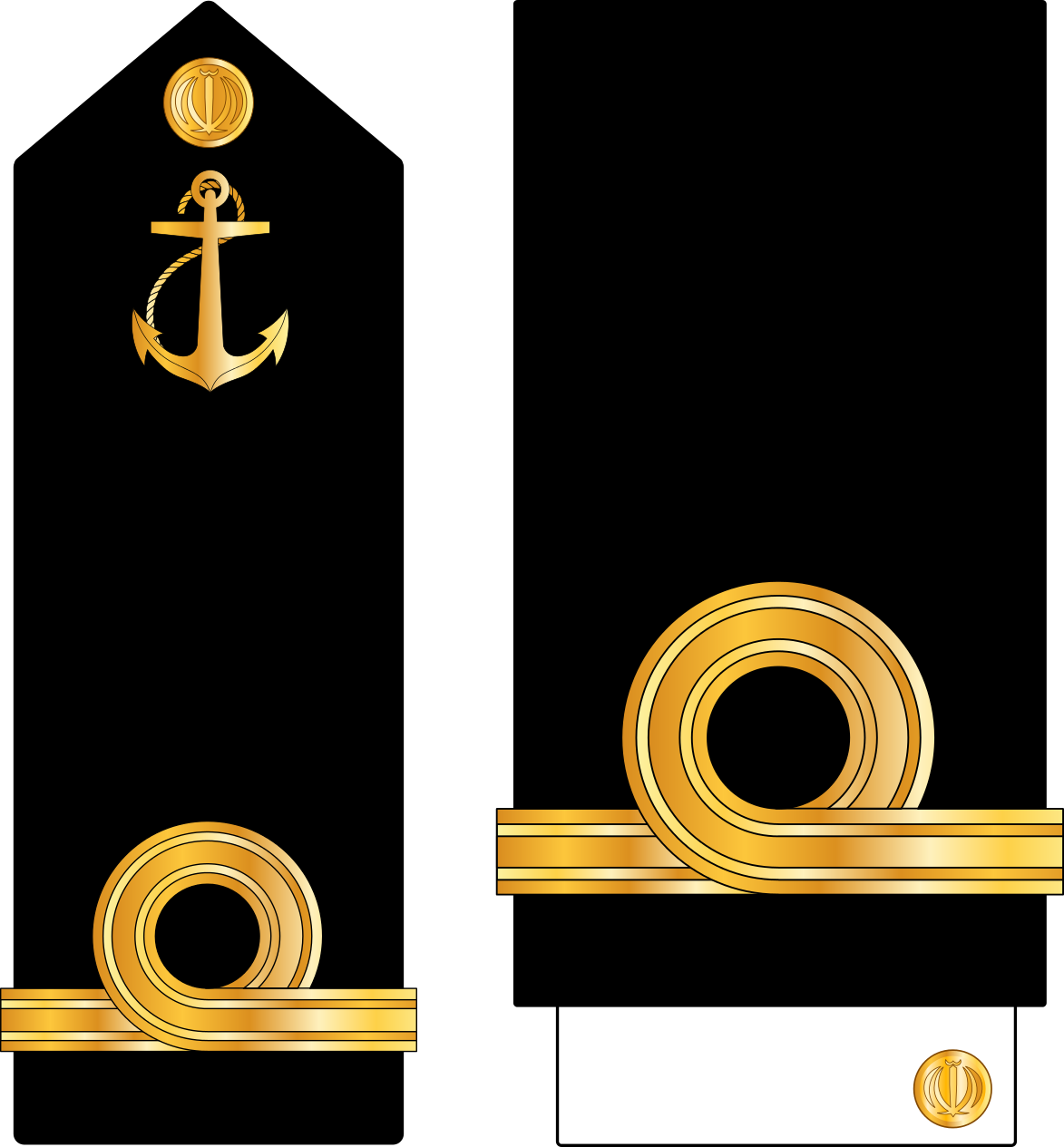
ناوبان دوم Ensign
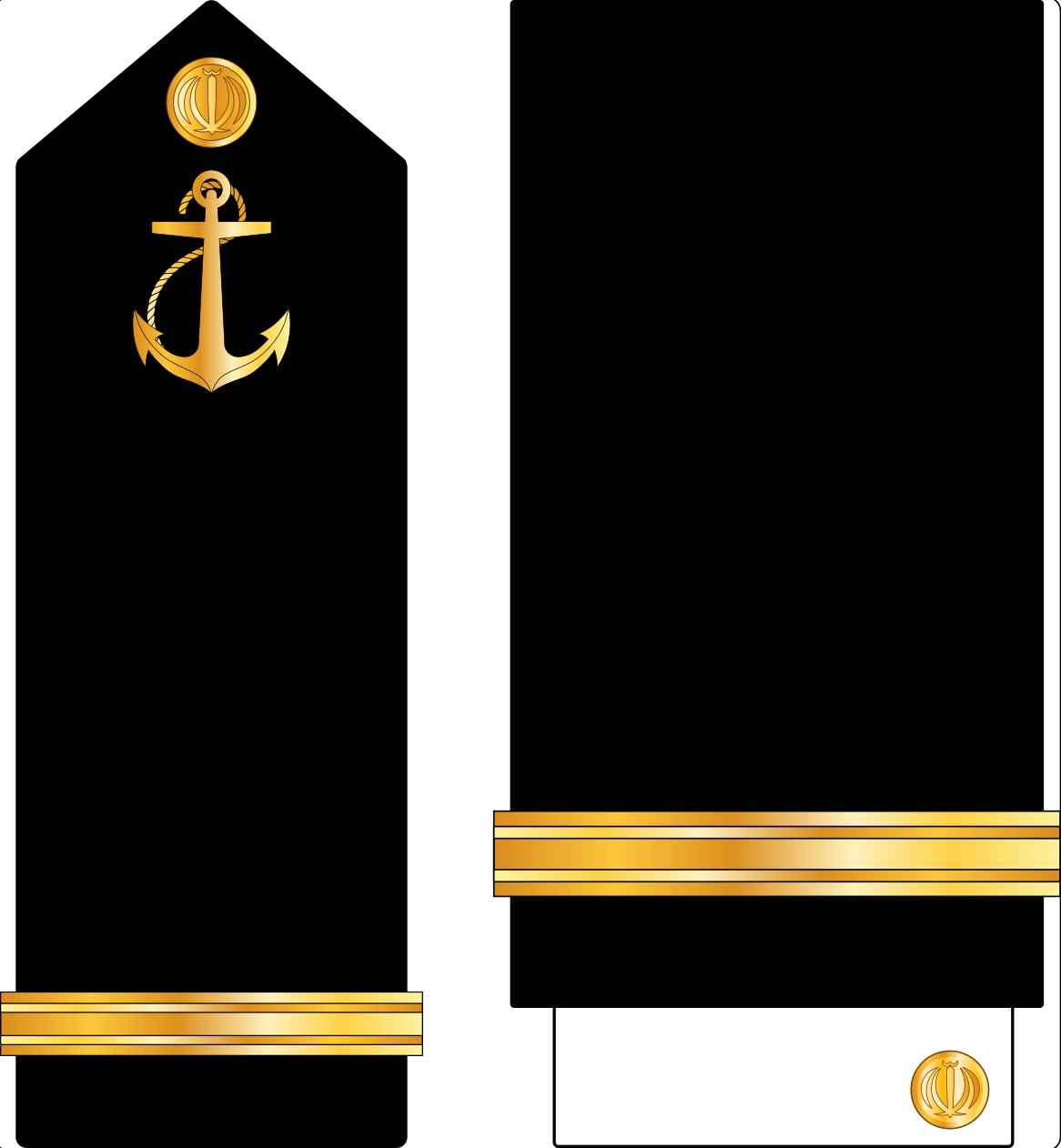
ناوبان سوم
Probationery Ensign

### درجات در نیروی دریایی شاهنشاهی ایران

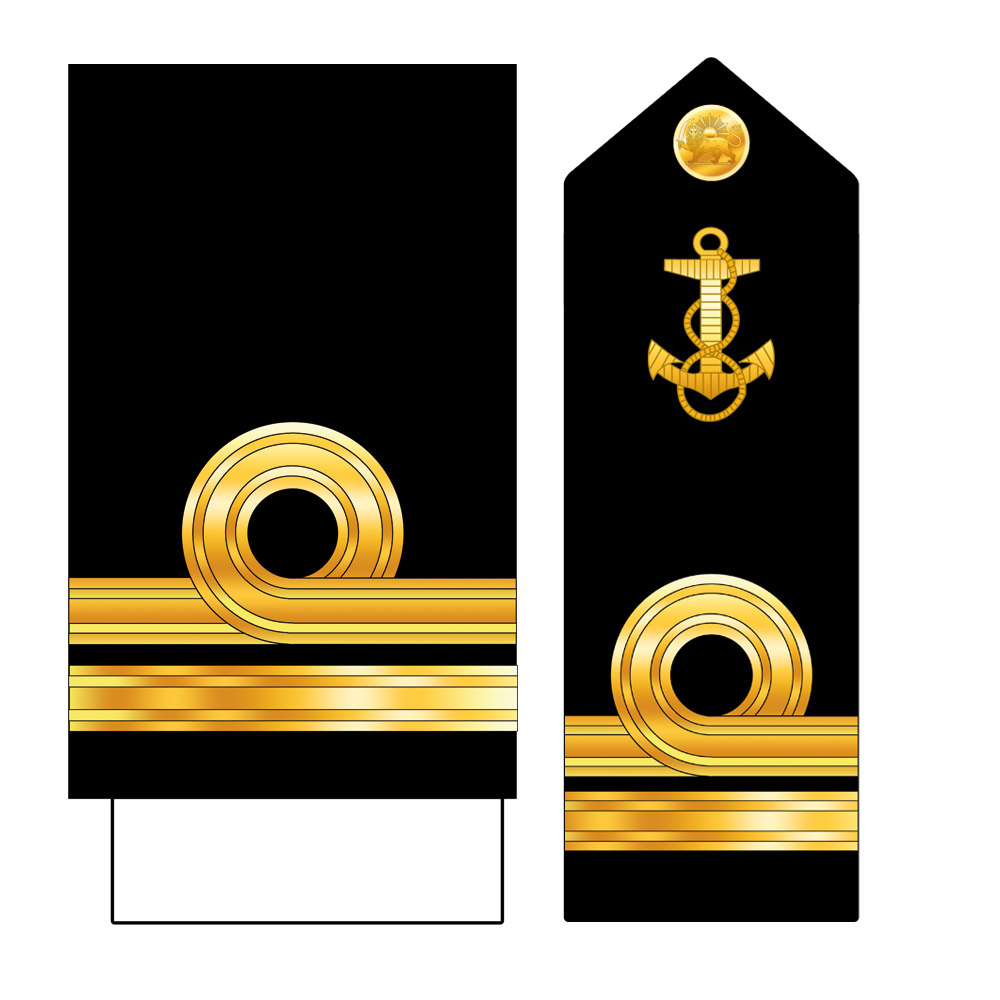
ناوبان یکم Lieutenant Junior Grade
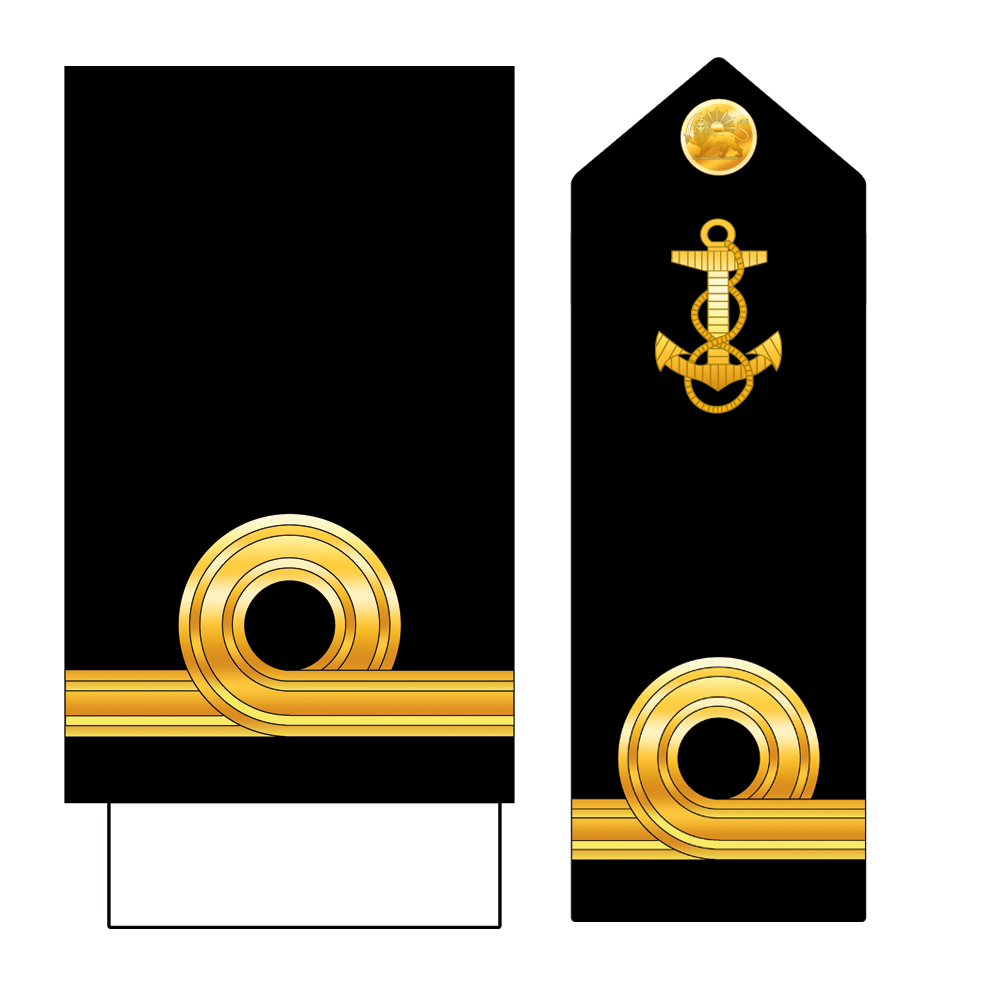
ناوبان دوم Ensign
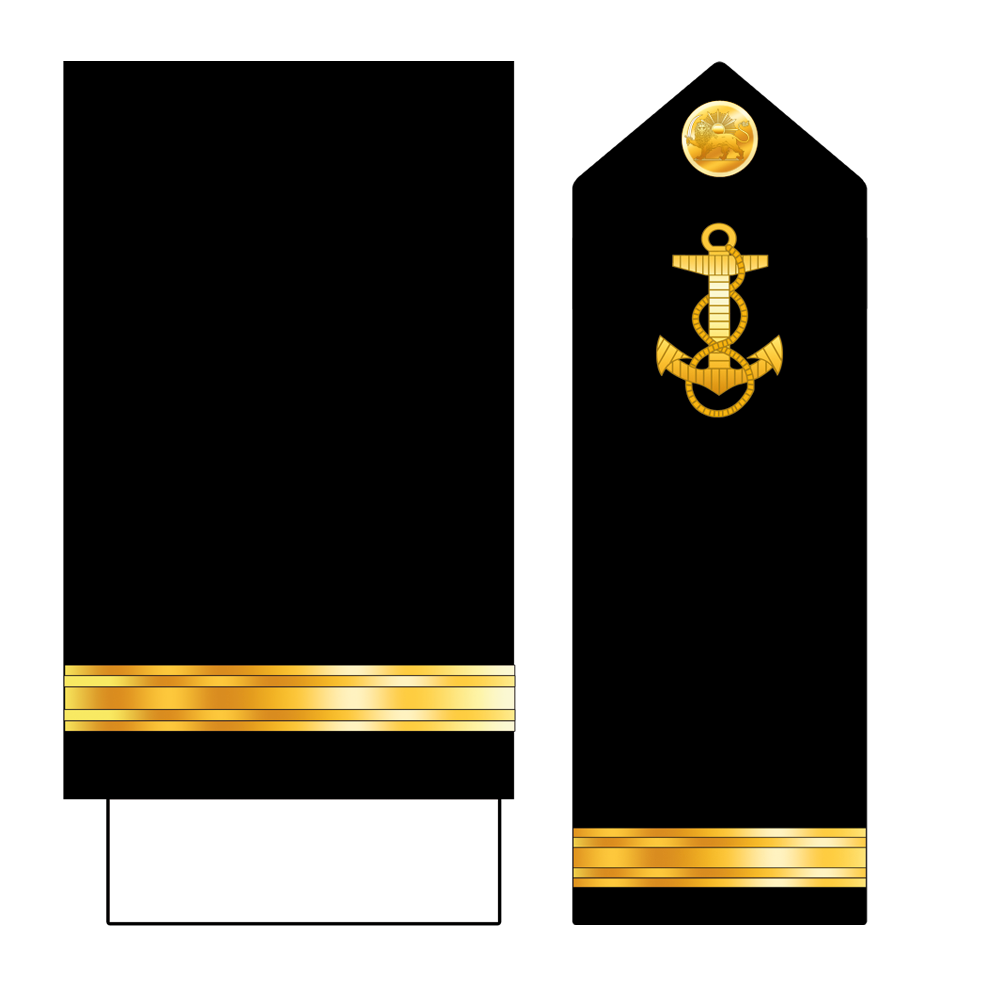
ناوبان سوم
Probationery Ensign